# Moses ibn Tibbon
Moses ibn Tibbon, anche noto come Moses ben Samuel ibn Tibbon (in arabo موسى بن تيبون‎?, Mūsā ibn Tībūn; Marsiglia, 1240 – Marsiglia, 1283), è stato un medico, scrittore e traduttore francese di lingua araba e religione ebraica.
Il gran numero delle sue opere scritte favorì la diffusione della cultura greca e araba in tutta Europa.

## Biografia
Era il figlio di Samuel ibn Tibbon, uno studioso ebreo e un medico che tradusse in ebraico Maimonide. Fu il padre di Giuda ibn Tibbon, che ebbe un ruolo importante nella controversia Maimonidea di Montpellier, nel sud della Francia. Con altri medici ebrei di Provenza, Moses ibn Tibbon fu discriminato pesantemente per ordine del Consiglio di Béziers nel maggio 1246, che vietava agli ebrei di curare i non Ebrei (detti Gentili).

## Opere

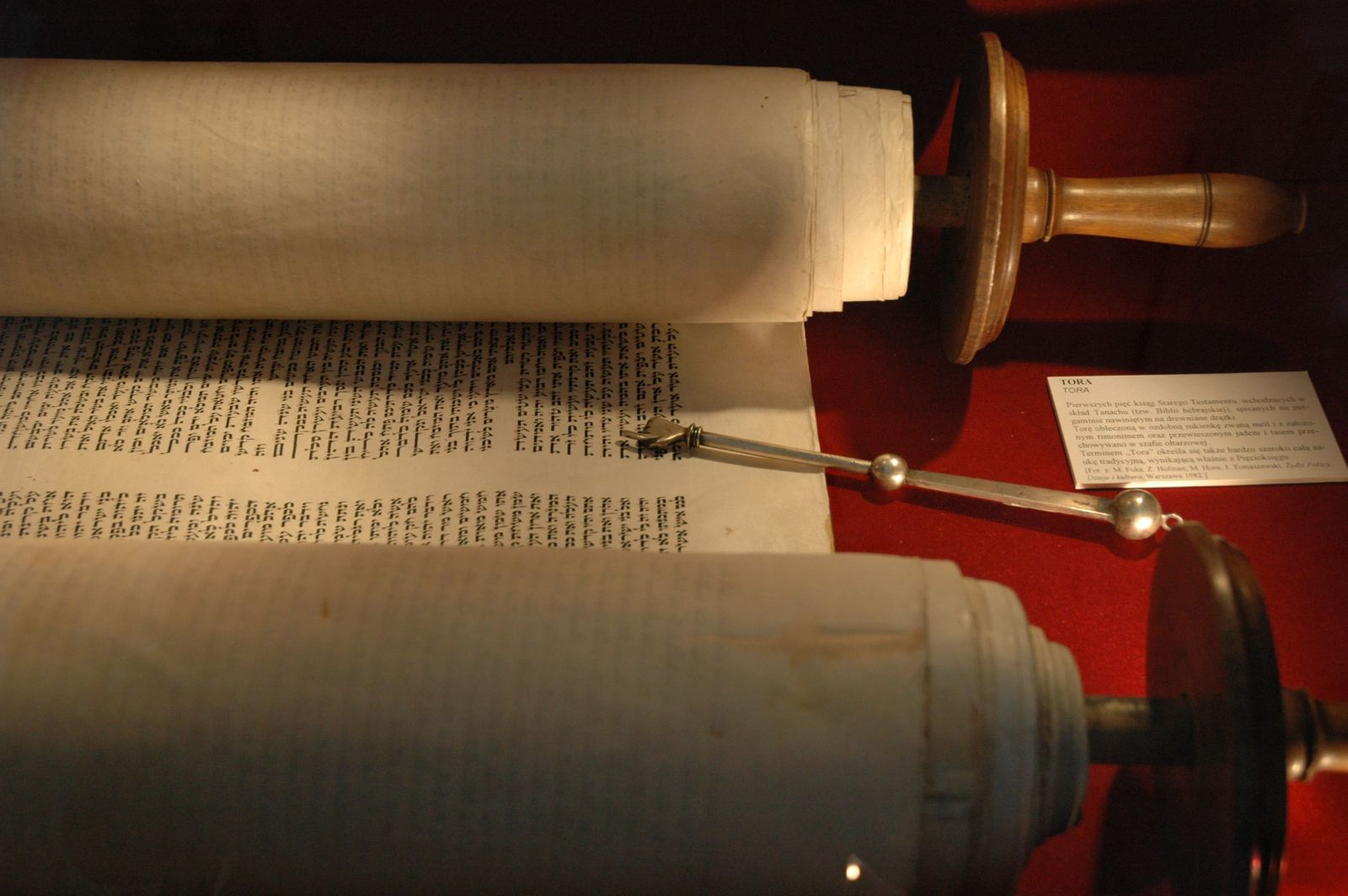
Rotolo del Pentateuco

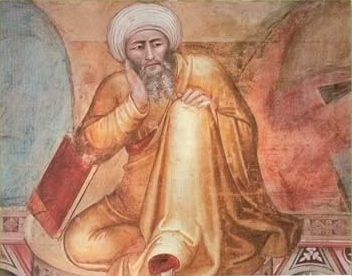
Averroè

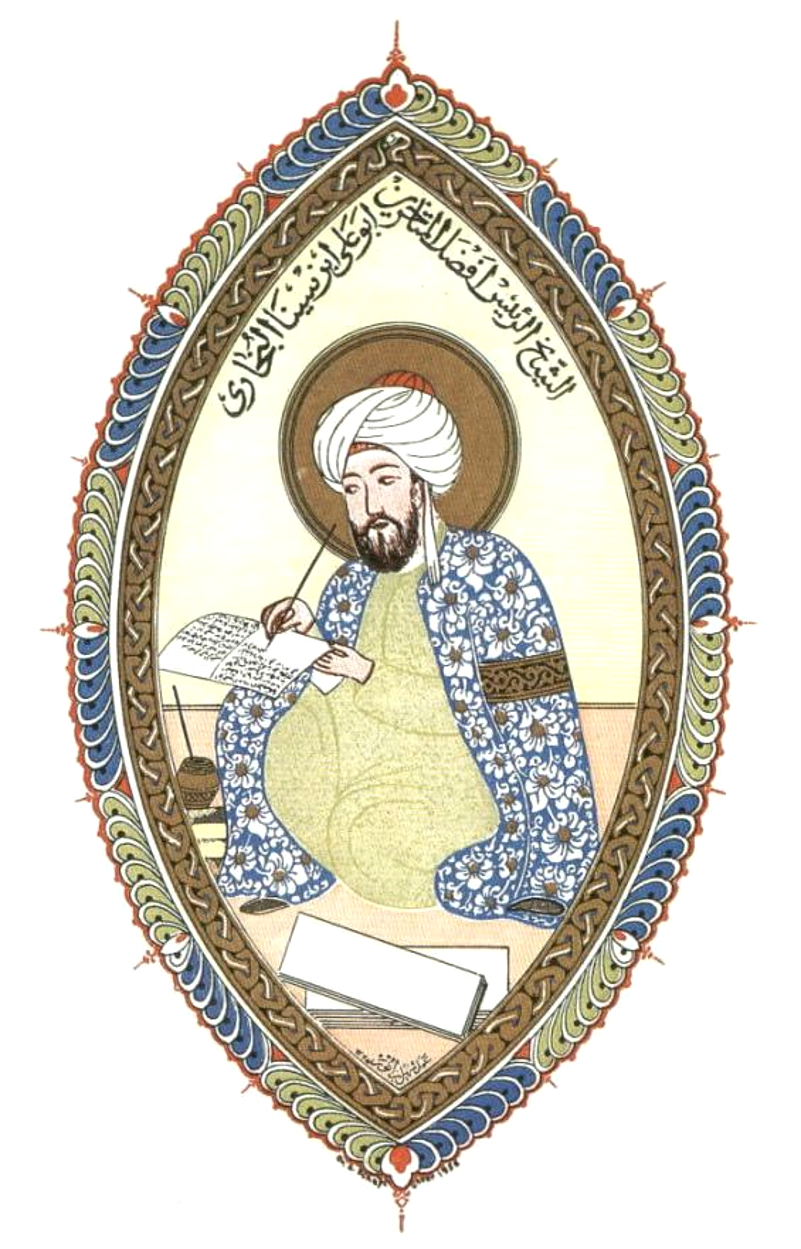
Avicenna

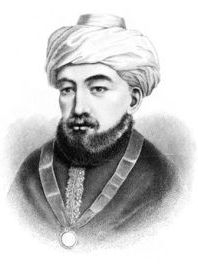
Maimonide

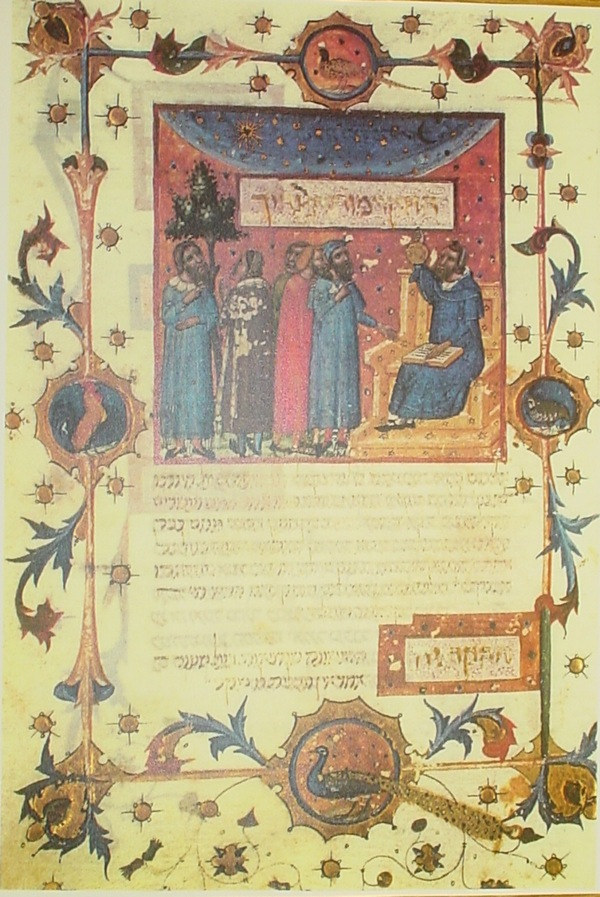
Pagina della Guida dei perplessi di Maimonide nella traduzione in ebraico di Samuel ibn Tibbon del 1230, in una copia eseguita a Barcellona nel 1348

### Originali
- Commento al Cantico dei cantici, pubblicato da Lyck nel 1874, scritto sotto l'influenza di Maimonide. Il commento, di carattere filosofico e allegorico, è simile a quello di suo fratello Jacob Anatoli.
- Commentario al Pentateuco.[1]
- Sefer Pe'ah, una spiegazione allegorica dei passaggi haggadici nel Talmud e nel Midrash[2]
- Commento sui Pesi e misure della Bibbia e del Talmud.[3]
- Sefer ha-Tanninim, opera menzionata da Isaac de Lattes, senza l'indicazione del suo esatto contenuto.
- Lettera sulle questioni sollevate dal padre, Samuel ibn Tibbon, circa il lavoro di Maimonide, Moreh Nebukim (Guida dei perplessi).[4]

### Traduzioni generali
Le traduzioni di Moses ibn Tibbon sono più importanti e più numerose delle sue opere originali, ed includono versioni di opere scritte in arabo da arabi ed ebrei su filosofia, matematica, astronomia e medicina.
- Averroè: Commentari su Aristotele Physica Auscultatio[5]; Kelale ha-Shamayim weha-'Olam[6]; Sefer ha-Hawayah weha-Hefsed[7]; Sefer Otot 'Elyonot[8]; Kelale Sefer ha-Nefesh[9]; Bi'ur Sefer ha-Nefesh[10] Ha-Hush ci-ha-Muḥash;[11] Mah lei-ha-AHAR Teba,[12] Bi'ur Arguza.[13]
- Avicenna: Ha-Seder ha-Katon[14].
- Batalyusi: Ha-'Agullot ha-Ra'yoniyyot,[15] a cura di D. Kaufmann.[16]
- Al-Hassar: Sefer ha-Chesbon.[17]
- Euclide: Shorashim o Yesodot.[18]
- Alfarabi: Hatḥalot ha-ha-Nimẓa'ot Tib'iyyim.[19]
- Gemino: Ḥokmat ha-Kokabim o Ḥokmat Tekunah.[20]
- Ibn al-Jazzar: Ẓedat ha-Derakim[21]
- Hunayn: Mabo el-Meleket ha-Refu'ah[22]
- Razi : Ha-Ḥilluḳ weha-Ḥilluf[23];
- Al-Iqrabadhin[24]

Per le altre sue traduzioni si veda Steinschneider.

### Traduzioni da Maimonide
Fedele traduttore tradizionale della sua famiglia, Moses ibn Tibbon ha tradotto in arabo gli scritti di Maimonide che il padre, Samuel ibn Tibbon non aveva ancora concretamente realizzato durante la sua vita:
- Miktab, o Ma'amar be Hanhagat-ha-Beir'ut, è un trattato in materia di igiene personale umana, sotto forma di una lettera al sultano.[26] La traduzione del 1244 è stata la prima , ed anche il primo testo tradotto in arabo[27]
- Commento alla Mishnah, è un frammento della sua traduzione di Pe'ah ed è stato pubblicato dal Geiger nel 1847, che ipotizzando che Moses ibn Tibbon possa aver tradotto l'intero Seder Mo'ed[28]
- Sefer ha-Mitzvot è un'altra delle sue prime traduzioni[29]. Nella prefazione Moses ibn Tibbon giustifica di continuare la sua traduzione, anche se conobbe quella di Abramo Hasdai.[30].
- Millot ha-Higgayon, è un trattato di logica, pubblicato in Venezia nel 1552, con due commenti anonimi. Nessun originale manoscritto arabo completo è tuttora noto. La terminologia utilizzata nella traduzione è stata poi, adottata in tutta la letteratura filosofica ebraica del tempo[31]
- Ha-ha-Ma'amar Nikbad è un trattato sui veleni, chiamato anche Ha-Ma'amar ben-Teri'aq[32]
- Il Commento a Ippocrate: con gli Aforismi pubblicati e datati tra gli anni 1257 - 1267[33]